# Военный образцовый оркестр Почётного караула
Военный образцовый оркестр Почётного караула — специальное штатное воинское подразделение Вооруженных Сил Российской Федерации, предназначенное для исполнения военной музыки, задачами которого являются обеспечение ритуала «Почётный караул», назначаемого для встреч и проводов, иностранных, правительственных и военных делегаций, а также музыкальное сопровождение общественно-политических мероприятий государственного значения.

## История создания
В одном из отрядов ВЧК в Москве для обеспечения служебно-строевой и культурно-воспитательной деятельности был создан музыкальный взвод. Впервые музыканты серьезно заявили о себе весной 1940 года на смотре оркестров Московского гарнизона. Музыкальный взвод занял тогда первое место и вышел в число ведущих. Уже тогда он становился правофланговым сводного оркестра по обеспечению государственных и политических мероприятий. А через три года коллективу присваивается звание образцового оркестра 236-го полка 36-й дивизии конвойных войск НКВД Союза ССР.
В 1945 году оркестру в составе специального сводного полка поручается музыкальное обеспечение Ялтинской, а позднее Потсдамской конференции глав государств союзников.
С июля 1951 года коллектив военных музыкантов носит действительное наименование «Образцово-показательный оркестр 40-го Минского, орденов Кутузова и Александра Невского отряда конвойной охраны управления МВД Московской области» Под управлением подполковника Николаева Георгия Петровича. Он же явился основой для формирования нынешнего военного Образцового оркестра (Почётного караула) при объединении с оркестром 1-го мотострелкового Краснознамённого полка 1-й мотострелковой дивизии им. Ф. Э. Дзержинского МВД Союза ССР под руководством майора Зубаревича Николая Максимовича.
29 ноября 1956 года на основании постановления Совета Министров Союза ССР № 6886-РС, от 24 ноября 1956 года, оркестр начал своё существование как «Образцовый военный оркестр Почётного караула».
С 1999 года оркестр носит наименование «Военный образцовый оркестр (Почётного караула)».

## Деятельность оркестра
В декабре 1966 года оркестр в составе Почётного караула участвовал в ритуале захоронения останков Неизвестного солдата. В мае следующего года, в честь 22-й годовщины Великой Победы, на Могиле Неизвестного солдата был зажжен Огонь Вечной славы и возложены венки.
Под звуки военного Образцового оркестра Почётного караула состоялось торжественное открытие Олимпиады-80 в Москве. Сорок раз оркестр исполнял государственные гимны и гимн Олимпиады в честь победителей. За высокий исполнительский уровень и активное участие в обеспечении Олимпиады оркестр награждён дипломом организационного комитета Олимпиады, а начальник оркестра заслуженный артист РСФСР полковник Б. Ф. Дылдин — орденом «Дружбы народов».
В том же году оркестр Почётного караула принимал участие в торжествах, посвященных 600-летию Куликовской битвы, которые прошли в Тульской области, а в 1981, 1983 и 1985 годах — в торжествах, посвященных соответственно 40-летию рождения Советской гвардии (в городе Ельня) и победы на Курской дуге, а также проведению Всемирного студенческого фестиваля молодежи и студентов в Москве.
В 1992 году оркестр выезжал в Швецию для участия в фестивале военных оркестров, где был записан компакт-диск совместно с оркестром из США. Местная пресса отзывалась о коллективе: «В выборе репертуара и исполнении чувствовалась некоторая свобода. Все было продумано, пропитано джазом. Трубачи со своими инструментами двигались в различных направлениях — больше в манере больших джазовых оркестров, нежели военных. Перемещение осуществлялось скачкообразно вместо привычных старых двух тактов. Несмотря на видимый распад и хаос, или может быть благодаря ему, русские дали публике картину человечности — недостатки и совершенство в сумасшедшей смеси».
6 октября 1995 году Президент Российской Федерации наградил оркестр благодарственной грамотой «За активное участие в подготовке и проведении празднования 50-летия Победы в Великой Отечественной войне 1941—1945 гг.», которая была вручена на приеме в Министерстве обороны Российской Федерации.
В 2005 году на фестивале музыки и танца в Бельгии оркестр занял первое место. Во Франции, в городе Сомюре, мэр назвал его музыкантов «бриллиантом фестиваля», наградив дипломом первой степени. За высокое исполнительское мастерство и профессионализм Военный Образцовый оркестр Почётного караула награждён медалями Командующего группировкой войск NATO в Европе генералом армии Мак Кирнаном и Министром обороны Японии.
Музыканты оркестра Почётного караула дали сотни концертов и обеспечили тысячи встреч и проводов правительственных и военных делегаций. В настоящее время военный Образцовый оркестр (Почётного караула) исполняет государственные гимны более чем 240 государств и стран мира.

## Начальники оркестра (года)
- Заслуженный артист РСФСР полковник Николаев Георгий Петрович (1956—1968)
- Подполковник Зубаревич Николай Максимович (1968—1972)
- Заслуженный артист РСФСР полковник Дылдин Борис Федорович (1972—1989)
- Заслуженный артист России полковник Приходченко Анатолий Федорович (1989—1993)
- Заслуженный работник культуры Российской Федерации кандидат искусствоведения полковник Горев Сергей Борисович (1993—1998)
- Полковник Николаев Эдуард Викторович (1998—2003)
- Заслуженный работник культуры Российской Федерации полковник Титов Михаил Владимирович (2003—2007)
- Подполковник Пахомов Игорь Ильич (2008—2009)
- Заслуженный артист Республики Дагестан, полковник Петрович Константин Андреевич (2009—2015)
- Подполковник Гернец Павел Александрович (с 2015 —2021)
- Подполковник Петров Владимир Викторович (с 2021 — настоящее время)

- Начальник оркестра майор Петрович К.А. (2009-2015 гг.).
- Начальник оркестра и Президент Венесуэлы.
- Возложение венка к Могиле Неизвестного Солдата Патриархом Московским и всея Руси Кириллом 8 мая 2012 г.
- Проводы Президента Республики Ливан февраль 2010 г.